# The Last Waltz (film)
The Last Waltz is een Amerikaanse documentairefilm uit 1978 onder regie van Martin Scorsese, die het afscheidsconcert vastlegde van de Canadees-Amerikaanse rockband The Band op 25 november 1976 (Thanksgiving Day) in de Winterland Ballroom in San Francisco.

## Achtergrond

### The Band
The Band, die zich zo noemde van 1968 tot 1976 maar in feite al sinds 1960 actief was, bestond uit de Canadezen Robbie Robertson, Richard Manuel, Garth Hudson, Rick Danko en de Amerikaan Levon Helm. Met hun combinatie van rock, folk, country en blues, vormden zij een tegenwicht tegen de op dat moment overheersende hippiecultuur met psychedelische muziek en tegen de commerciële popmuziek. Voordat zij zelfstandig gingen optreden en hun eigen composities gingen opnemen, waren zij bekend als de begeleidingsgroep ("The Hawks") van de Canadese rockabillyzanger Ronnie Hawkins en later van Bob Dylan. De status en de roem van The Band waren in de vroege jaren 70 het grootst. Later kwam er slijtage in hun samenwerking en in 1976 besloten ze uiteen te gaan en nog één keer een groots afscheidsconcert te geven.

### Concert
Voor het concert waren meer dan twaalf "special guests" uitgenodigd, onder wie Ronnie Hawkins en Bob Dylan. Het concert werd in 1977 door Sony uitgebracht als het driedubbele album The Last Waltz. Onder die titel verscheen in 1978 ook de gelijknamige film van Martin Scorsese, met interviews met de bandleden en enkele toegevoegde studio-opnamen.

## Synopsis
De film begint met de vermelding "This film should be played loud!" Dan volgt een flashforward naar het moment dat The Band het laatste nummer van het concert speelt, de coverversie van  Marvin Gaye's "Don't Do It". Daarna volgt het begin van het concert. Tijdens het concert speelt The Band een doorsnede van hun eigen repertoire en begeleiden ze de gasten, onder wie Neil Young, Muddy Waters, Joni Mitchell, Dr. John, Eric Clapton, Neil Diamond en Van Morrison. De eerste gast is Ronnie Hawkins. De dichter Lawrence Ferlinghetti, verbonden met de auteurs van de Beat Generation, draagt het gedicht Loud Prayer voor. Er zijn tussendoor ook studiogesprekken van Scorsese met de vijf Bandleden en studio-opnamen van The Band met The Staple Singers (in The Weight) en Emmylou Harris. Als laatste treedt Bob Dylan op. Met het slotnummer I Shall Be Released sluit The Band met alle gasten het concert af. Ook Ringo Starr en Ron Wood verschijnen dan op het podium. De groepsleden zien het afscheid als een verlossing. In het interview met Scorsese zegt Robbie Robertson: "After sixteen years on the road, it is time for a change". Rick Danko geeft te kennen dat hij zijn eigen muziek wil maken.
De oorspronkelijke bedoeling was om 16 mm-filmcamera's te gebruiken, maar Scorsese opteerde voor zeven 35mm-filmcamera's. Zij werden bediend door gerenommeerde cameramensen als Michael Chapman en László Kovács.

## Na de film
Over het algemeen is de film zeer goed ontvangen door publiek en critici. De film is een uitzondering in het grotendeels aan speelfilms gewijde oeuvre van Scorsese, maar geldt als een van de meest geslaagde concertfilms. The Last Waltz won de Kansas City Critics Circle Award in 1979 voor de beste documentaire.
Achteraf waren niet alle leden van The Band gelukkig met de film, omdat de focus op gitarist Robbie Robertson lag, terwijl de groep bestond uit vijf gelijkwaardige leden zonder 'frontman'. Vooral pianist en zanger Richard Manuel kwam nauwelijks in beeld. Robertson, die de film produceerde, had als enige bandlid toegang tot de montage. Drummer en zanger Levon Helm stelt in zijn autobiografie van 1993 dat Scorsese en Robertson het deden voorkomen alsof The Band het aanhangsel was van Robertson. Zeven jaar na Scorsese's film werd The Band opnieuw opgericht en begon weer te toeren, zonder Robbie Robertson.
Scorsese bleef na The Last Waltz samenwerken met Robertson, die de soundtracks maakte voor de films Raging Bull (1980), The King of Comedy (1982), The Color of Money (1987), Shutter Island (2010) en The Irishman (2019).